# Cantó de Ceret
El cantó de Ceret és una antiga divisió administrativa francesa, situada a la Catalunya del Nord, al departament dels Pirineus Orientals. Des del 2014 és ja una divisió administrativa obsoleta.

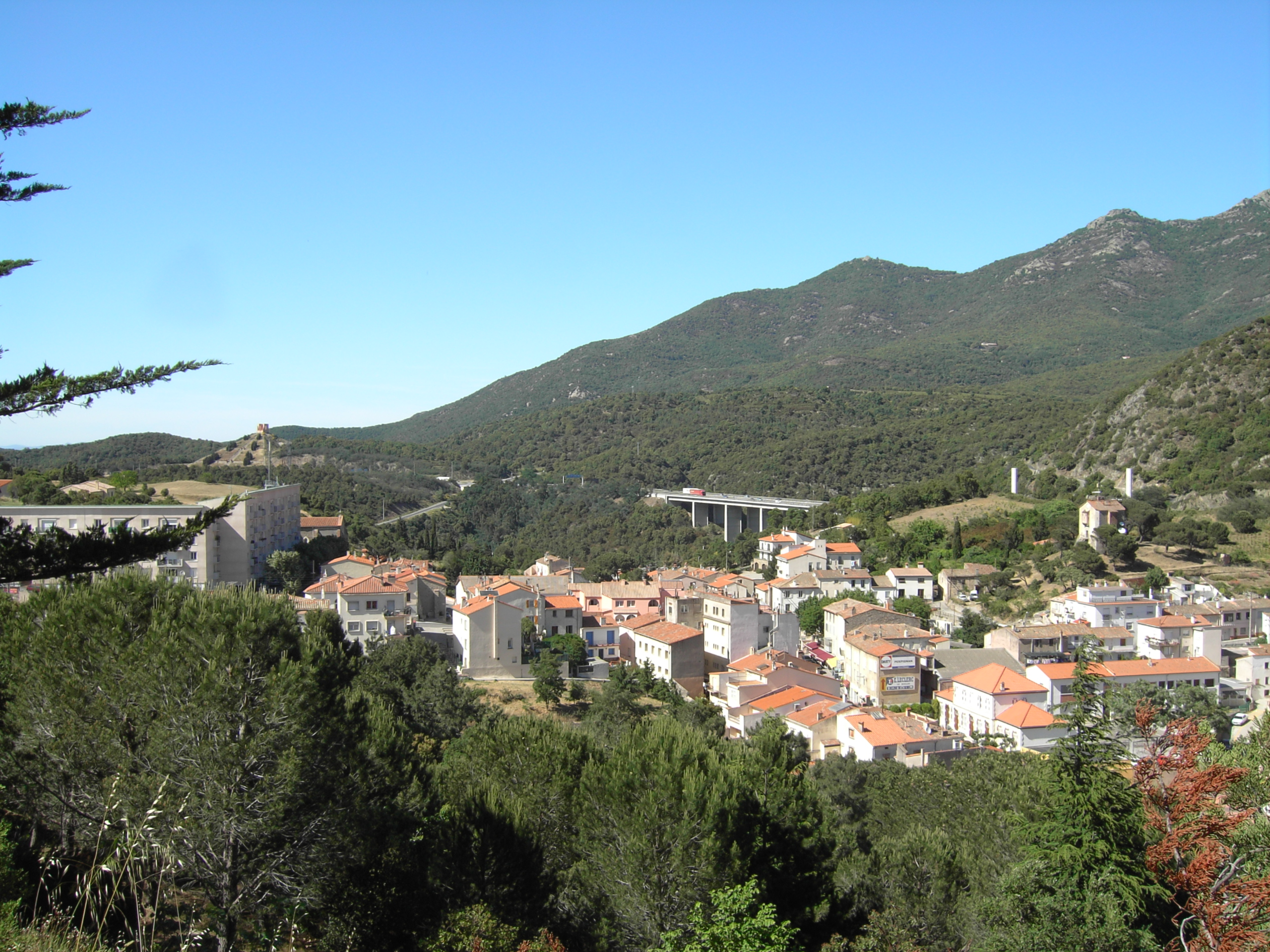
Vista de la població del Pertús

## Composició
El Cantó de Ceret estava compost per 14 comunes del Vallespir i del Rosselló:
- Del Vallespir:
  - Ceret (cap del cantó)
  - L'Albera
  - Les Cluses
  - Morellàs i les Illes
  - El Pertús
  - Sant Joan Pla de Corts
  - Reiners
- Del Rosselló:
  - Banyuls dels Aspres
  - Calmella
  - Montoriol
  - Oms
  - Tellet
  - Vivers
  - El Voló

Tots ells formen part de la Comunitat de Comunes del Vallespir.

## Història
El cantó de Ceret fou creat el 1790 dins del districte de Ceret. La comuna de les Cluses fou separada del Cantó de La Roca per tal de ser integrada al Cantó de Ceret el 1801.
Després de nombroses irregularitats, les eleccions del 1858 s'invaliden per una sentència del Consell d'Estat de data 24 de maig del 1859. Aleshores fou elegit un nou conseller general.
La comuna de l'Albera fou separada del Cantó d'Argelers per a ser incorporada al cantó de Ceret el 13 de maig del 1947.
El 2014 fou remodelat l'esquema cantonal de la Catalunya del Nord, i el Cantó de Ceret fou suprimit, per tal de donar pas, amb alguns canvis, al Cantó de Vallespir-Albera, que entrà en vigor el 2015. Els pobles de Reiners i de Tellet s'incorporaren al Cantó del Canigó.

## Consellers generals
| Data d'elecció   | Identitat            | Partit          | Qualitat                                                                                 |
| ---------------- | -------------------- | --------------- | ---------------------------------------------------------------------------------------- |
| 1833-1842        | Bonaventure Noguères |                 | Batlle de Ceret (1831-1832)                                                              |
| 1842-1858        | Jean Fortagut        |                 |                                                                                          |
| 1858-1859        | Jacques Vilar        |                 | Batlle d'El Voló                                                                         |
| 1859-1871        | Victor Aragon        |                 | Procurador a la Cort de Montpeller                                                       |
| 1871-1877        | Joseph Planès        | Republicà       | Propietari a Prada                                                                       |
| 1877-1883        | Michel Fourcade      | Republicà       | Batlle de Ceret (1878-1888)                                                              |
| 1883-1889        | Joseph Noé           |                 | Batlle de Vivers (1884-1902)                                                             |
| 1889-1894        | Jacques Vilar        |                 |                                                                                          |
| 1895-1901        | Barthélemy Calmon    | Republicà       | Batlle de Ceret (1894 et 1902-1909)                                                      |
| 1901-1912 (mort) | Jean Mirapeix        | Republicà       | Metge - Batlle del Voló (1900-1904) President del Consell General                        |
| 1912-1913        | Pierre Bordes        | Radical         | Antic sotsprefet                                                                         |
| 1913-1919        | Ferdinand Forné      | Republicà       | Batlle de Ceret (1909-1919)                                                              |
| 1919-1940        | Onuphre Tarris       | Radical         | Industrial Batlle de Ceret (1919-1940)                                                   |
| 1945 - 1951      | Gaston Cardonne      | PCF             | Batlle de Ceret (1945-1947) Senador (1946-1948)                                          |
| 1951-1963        | Henri Guitard        | SFIO            | Advocat, batlle de Ceret (1947-1963)                                                     |
| 1964 - 1982      | Michel Sageloly      | SFIO després PS | Batlle de Ceret (1964-1983)                                                              |
| 1982 - 2001      | Henri Sicre          | PS              | Inspector central d'impostos Diputat (1988-2007) Batlle de Ceret (1983-1995 ; 1996-2001) |
| 2001 - 2015      | Robert Garrabé       | PS              | Batlle de Sant Joan de Pladecorts (des del 1989)                                         |